# Chorebus schlicki
Chorebus schlicki är en stekelart som beskrevs av Griffiths 1968. Chorebus schlicki ingår i släktet Chorebus och familjen bracksteklar. Inga underarter finns listade i Catalogue of Life.